# Station Court-Saint-Étienne
Station Court-Saint-Étienne is een spoorwegstation langs spoorlijn 140 (Charleroi - Ottignies) in de Waals-Brabantse gemeente Court-Saint-Étienne. Het is nu een stopplaats.
Vroeger begon hier spoorlijn 141 (Court-Saint-Étienne - Manage).

## Treindienst
| Serie       | Treinsoort               | Route                                                                        | Bijzonderheden                                            |
| ----------- | ------------------------ | ---------------------------------------------------------------------------- | --------------------------------------------------------- |
| S 61        | S-trein Charleroi (NMBS) | Waver – Court-Saint-Étienne – Charleroi-Centraal – Jambes                    | Rijdt in de week 2×/u tussen Jambes - Charleroi-Centraal. |
| P 7750/8750 | Piekuurtrein (NMBS)      | [ Erquelinnes – ] / [ Ottignies – Court-Saint-Étienne – ] Charleroi-Centraal | Rijdt alleen op werkdagen.                                |

## Fotogalerij

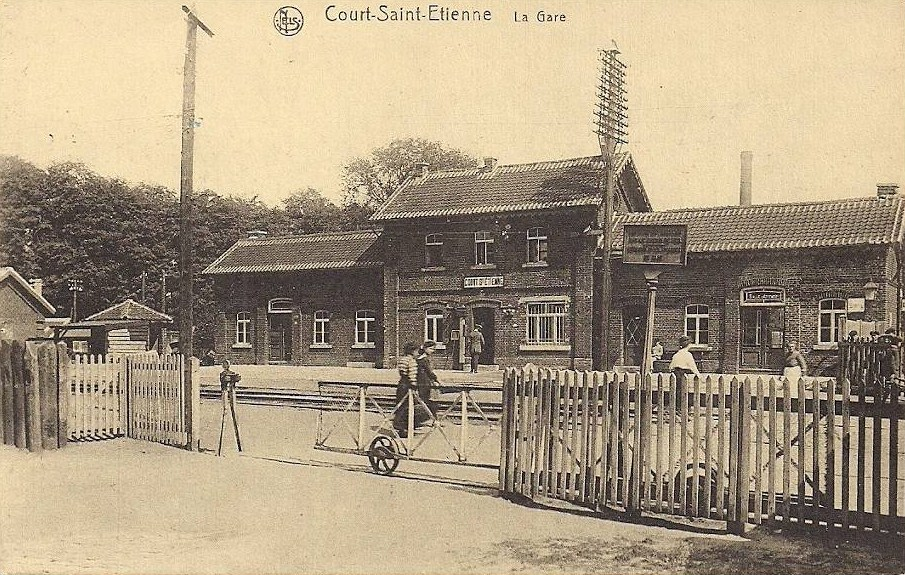
Het oude station (voor 1925)
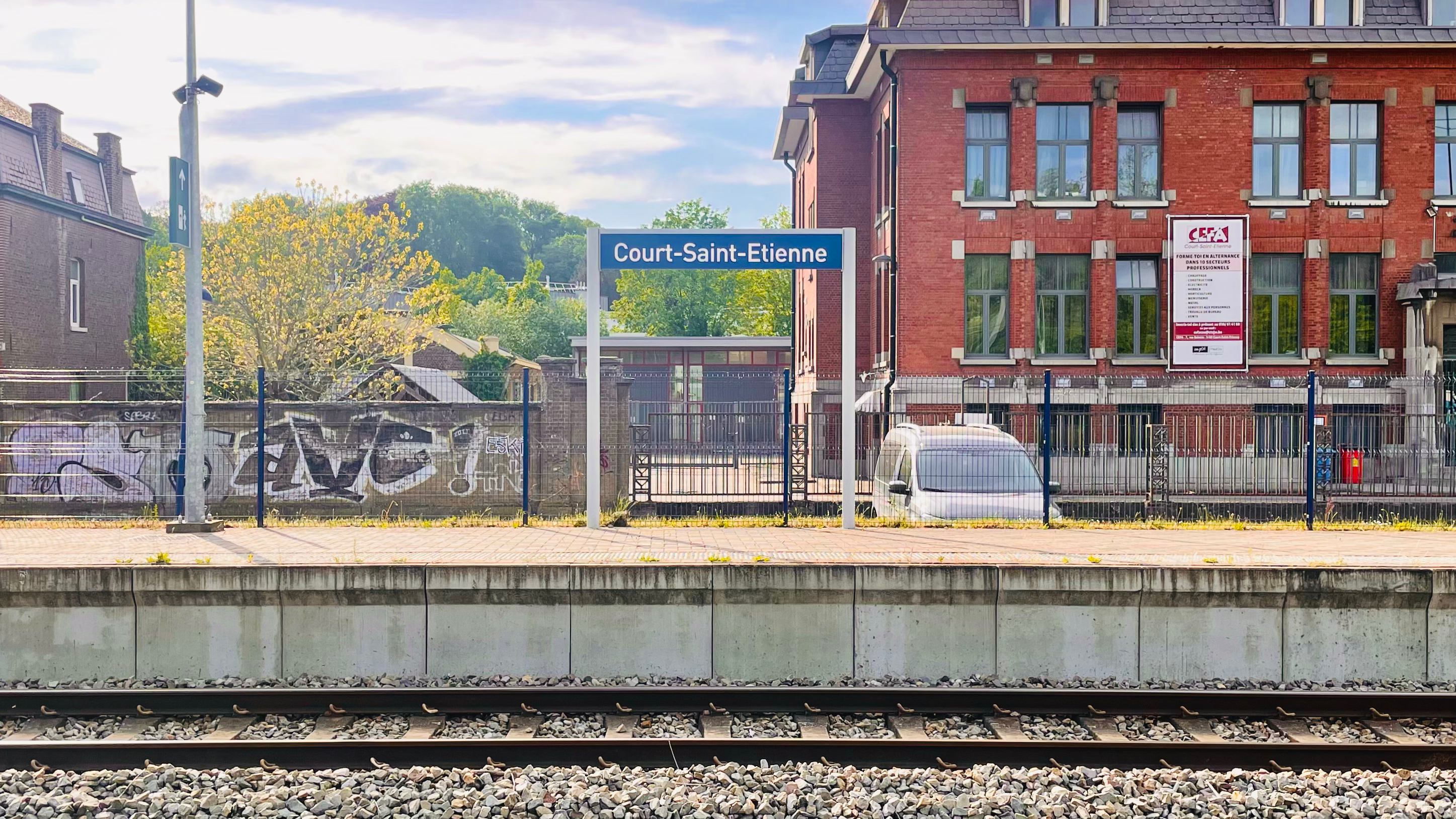
Plaatsnaambord
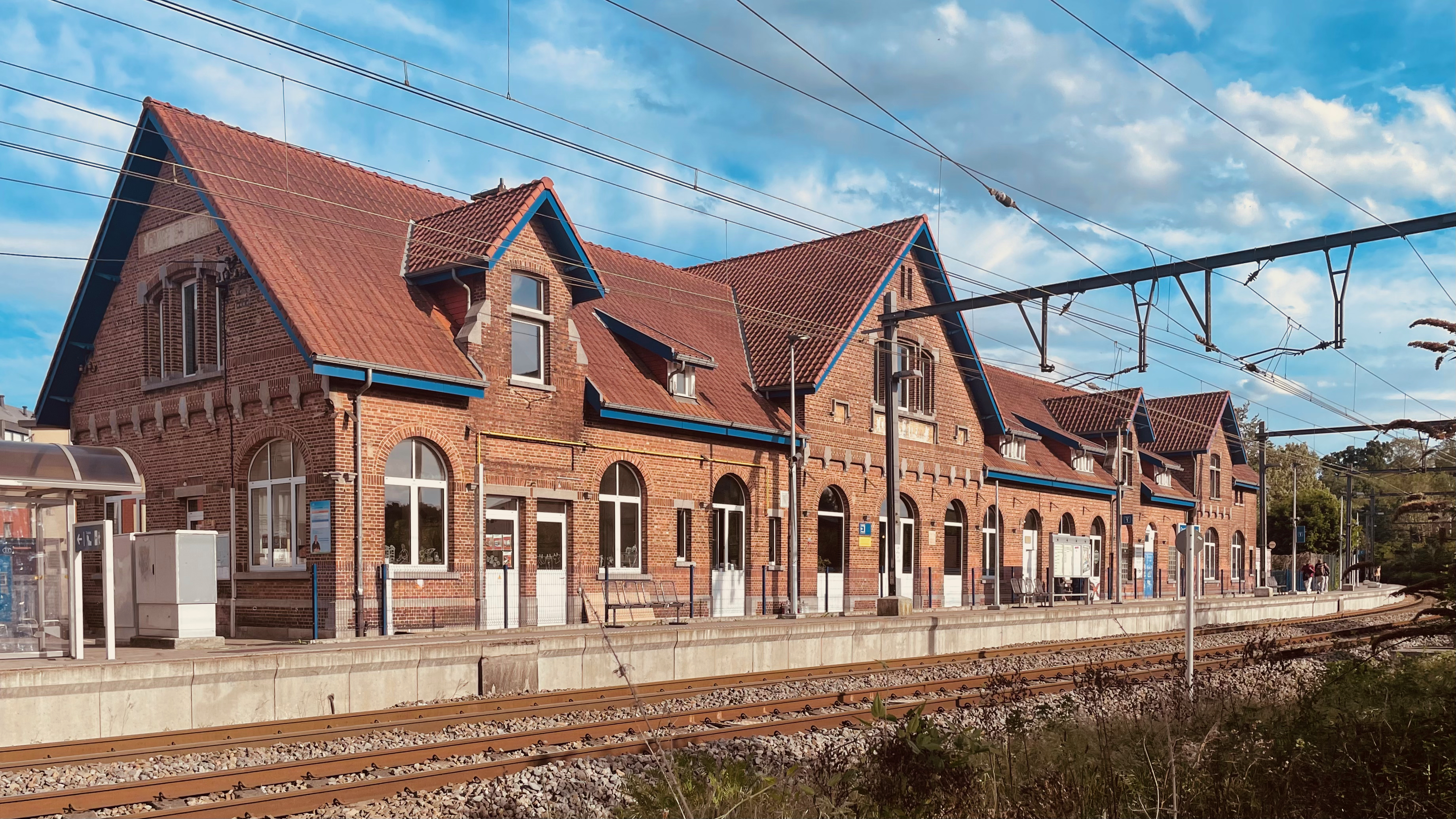
Het stationsgebouw
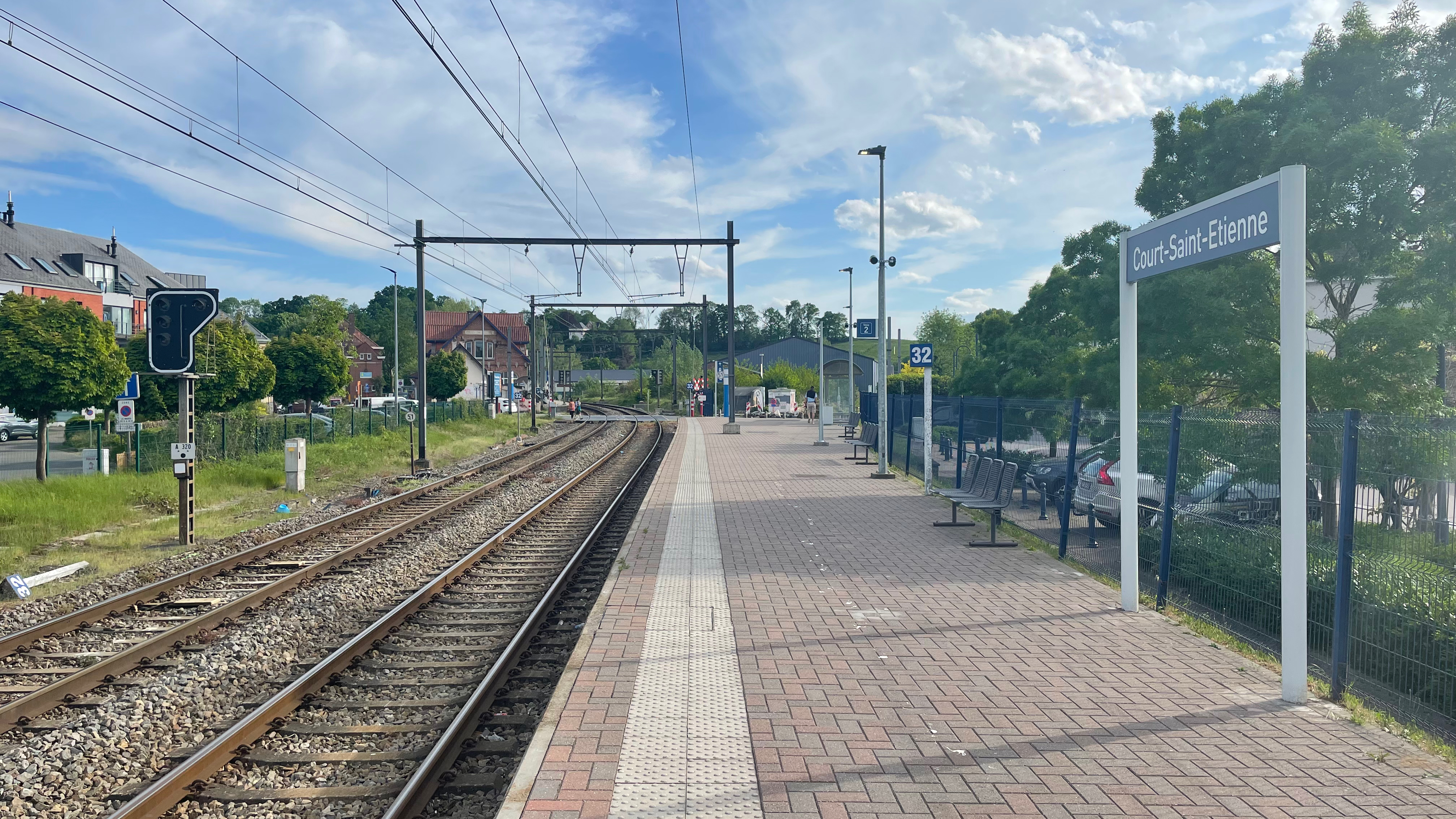
Zicht op het perron

## Reizigerstellingen
De grafiek en tabel geven het gemiddeld aantal instappende reizigers weer op een week-, zater- en zondag.
| Tabel: aantal instappende reizigers station Court-Saint-Etienne | Tabel: aantal instappende reizigers station Court-Saint-Etienne | Tabel: aantal instappende reizigers station Court-Saint-Etienne | Tabel: aantal instappende reizigers station Court-Saint-Etienne |
|                                                                 | Weekdag                                                         | Zaterdag                                                        | Zondag                                                          |
| --------------------------------------------------------------- | --------------------------------------------------------------- | --------------------------------------------------------------- | --------------------------------------------------------------- |
| 1977                                                            | 656                                                             | 67                                                              | 41                                                              |
| 1978                                                            | 736                                                             | 74                                                              | 48                                                              |
| 1979                                                            | 762                                                             | 80                                                              | 56                                                              |
| 1980                                                            | 674                                                             | 92                                                              | 36                                                              |
| 1981                                                            | 546                                                             | 51                                                              | 36                                                              |
| 1982                                                            | 531                                                             | 48                                                              | 41                                                              |
| 1983                                                            | 447                                                             | 47                                                              | 32                                                              |
| 1984                                                            | 433                                                             | 63                                                              | 49                                                              |
| 1985                                                            | 368                                                             | 66                                                              | 28                                                              |
| 1986                                                            | 301                                                             | 56                                                              | 36                                                              |
| 1987                                                            | 283                                                             | 48                                                              | 42                                                              |
| 1988                                                            | 227                                                             | 48                                                              | 31                                                              |
| 1989                                                            | 289                                                             | 41                                                              | 38                                                              |
| 1990                                                            | 169                                                             | 41                                                              | 36                                                              |
| 1991                                                            | 489                                                             | 47                                                              | 40                                                              |
| 1992                                                            | 424                                                             | 55                                                              | 41                                                              |
| 1993                                                            | 374                                                             | 37                                                              | 23                                                              |
| 1994                                                            | 499                                                             | 66                                                              | 28                                                              |
| 1995                                                            | 409                                                             | 55                                                              | 23                                                              |
| 1996                                                            | 368                                                             | 63                                                              | 35                                                              |
| 1997                                                            | 489                                                             | 74                                                              | 36                                                              |
| 1998                                                            | 453                                                             | 42                                                              | 33                                                              |
| 1999                                                            | 350                                                             | 29                                                              | 45                                                              |
| 2000                                                            | 379                                                             | 52                                                              | 58                                                              |
| 2001                                                            | 401                                                             | 46                                                              | 36                                                              |
| 2002                                                            | 359                                                             | 42                                                              | 30                                                              |
| 2003                                                            | 429                                                             | 44                                                              | 32                                                              |
| 2004                                                            | 412                                                             | 46                                                              | 30                                                              |
| 2005                                                            | 437                                                             | 61                                                              | 50                                                              |
| 2006                                                            | 400                                                             | 51                                                              | 32                                                              |
| 2007                                                            | 443                                                             | 38                                                              | 33                                                              |
| 2008                                                            | -                                                               | -                                                               | -                                                               |
| 2009                                                            | 434                                                             | 62                                                              | 32                                                              |
| 2010                                                            | -                                                               | -                                                               | -                                                               |
| 2011                                                            | -                                                               | -                                                               | -                                                               |
| 2012                                                            | 465                                                             | 57                                                              | 52                                                              |
| 2013                                                            | 442                                                             | 70                                                              | 44                                                              |
| 2014                                                            | 395                                                             | 62                                                              | 46                                                              |
| 2015                                                            | 334                                                             | 71                                                              | 37                                                              |
| 2016                                                            | 367                                                             | 55                                                              | 41                                                              |
| 2017                                                            | 389                                                             | 53                                                              | 30                                                              |
| 2018                                                            | 408                                                             | 67                                                              | 47                                                              |
| 2019                                                            | 371                                                             | 50                                                              | 37                                                              |
| 2020                                                            | 283                                                             | 59                                                              | 42                                                              |
| 2021                                                            | -                                                               | -                                                               | -                                                               |
| 2022                                                            | 322                                                             | 77                                                              | 64                                                              |
| 2023                                                            | 506                                                             | 67                                                              | 65                                                              |
| 2024                                                            | 716                                                             | 95                                                              | 153                                                             |

0,0: Ottignies ·
2,1: Céroux-Mousty ·
3,0: Court-Saint-Étienne ·
7,3: Faux ·
8,5: La Roche ·
12,0: Villers-la-Ville ·
13,4: Strichon ·
15,6: Tilly ·
17,5: Marbisoux ·
19,0: Marbais ·
21,1: Ligny ·
24,0: Fleurus ·
26,2: Wangenies ·
28,9: Ransart ·
31,0: Bois-Noël ·
32,1: Lodelinsart ·
33,4: La Planche ·
34,8: Dampremy ·
35: Dampremy-Charbonnage ·
36,0: Marcinelle
0,0: Manage ·
2,4: Soudromont ·
3,6: Seneffe ·
5,0: Grande-Marie ·
7,6: Feluy-Arquenne ·
11,5: Monstreux ·
13,4: Nijvel-Noord ·
15,0: Baulers ·
19,8: Fonteni ·
22,7: Genepiën ·
25,1: Thy ·
27,3: Bousval ·
28,5: Basse-Laloux ·
29,8: Noirhat ·
32,5: Court-Saint-Etienne